# Siège de Toulouse (1219)
Pour l’article homonyme, voir Siège de Toulouse.
Croisade des albigeois
Batailles
Chronologie de la croisade des albigeois
- Béziers
- Carcassonne

- Minerve
- Termes
- Lavaur
- Montgey
- 1er Toulouse
- Castelnaudary
- Muret

- Beaucaire
- 2e Toulouse
- Marmande
- Baziège
- 3e Toulouse

- Avignon
- Montségur

Le siège de Toulouse de 1219 est une tentative du futur Louis VIII de France et d'Amaury VI de Montfort de prendre la ville aux comtes Raymond VI et Raymond VII de Toulouse. L'action se solda par un échec du siège.

## Les circonstances
Le 10 juin 1219, le prince Louis de France a pris Marmande et laissé ses soldats piller la ville et massacrer les habitants. Puis son armée, accompagnée de celle d'Amaury VI de Montfort ont fait route vers Toulouse, qu'ils atteignent le 17 juin.
Le comte Raymond VII de Toulouse avait préféré concentrer ses forces à Toulouse plutôt qu'envoyer des secours à Marmande. Combattre Louis de France lui posait un problème d'ordre juridique, car le prince représentait le roi de France, suzerain du comte de Toulouse. La question, abordée par son conseil, avait été résolue par l'affirmation qu'Amaury de Montfort n'avait été investi que par le pape et non par le roi, et que le comté, de ce fait vacant, revenait à son seigneur légitime, Raymond VII.

## Le siège
Raymond avait profité de la durée du siège de Marmande pour renforcer les fortifications les défenses de la cité mondine. De nombreux faydits l'avaient rejoint : Guilhem de Minerve, Jourdain de Cabaret... Toute la population, refusant de subir le sort de Marmande et voyant ce que la parole du prince Louis y avait valu, était solidaire de ses comtes.
Le prince Louis était en meilleure position que Simon de Montfort un an plus tôt, ayant un effectif plus important et un plus grand nombre de machines de siège. Mais les Toulousains réparèrent les dégâts aux murailles avec un zèle identique au précédent siège et repoussèrent avec la même ardeur les différents assauts.
Après quarante cinq jours de siège, le prince Louis se décourage et lève le siège, malgré les supplications d’Amaury de Montfort et du légat.

## Conséquence
Sous prétexte d'avoir effectué sa quarantaine et probablement sous la pression de ses barons, le prince Louis quitte l'Occitanie le 1er août, laissant Amaury de Montfort dans une position désespérée. Par la suite, il ne cesse de perdre des villes, son frère Guy est tué en 1220 devant Castelnaudary et il doit finalement abandonner Carcassonne, son dernier bastion, en janvier 1224 et céder tous ses droits sur le Languedoc à Louis de France, devenu entre-temps le roi Louis VIII le Lion.